# The Fourth Dimension
The Fourth Dimension — третий студийный альбом шведской группы Hypocrisy, выпущенный в 1994 году лейблом Nuclear Blast Records. По некоторым оценкам за три месяца альбом разошёлся в количестве 45 000 экземпляров.
The Fourth Dimension стал более медленным по сравнению с предыдущими, испытав влияния некоторых иных стилей и направлений и приобретя мелодичность. Кроме того, по словам Тэгтгрена, на альбоме удалось создать атмосферу депрессии.
Композиция «The Fourth Dimension» посвящена путешествию души вне тела, в котором она может заглянуть в будущее и увидеть, какие ошибки совершит человек. Композиция «Apocalypse» посвящена душевной трагедии.

## Список композиций
| №                   | Название                    | Длительность |
| ------------------- | --------------------------- | ------------ |
| 1.                  | «Apocalypse»                | 5:55         |
| 2.                  | «Mind Corruption»           | 3:50         |
| 3.                  | «Reincarnation»             | 3:48         |
| 4.                  | «Reborn»                    | 3:06         |
| 5.                  | «Black Forest»              | 4:23         |
| 6.                  | «Never to Return»           | 4:08         |
| 7.                  | «Path to Babylon»           | 3:43         |
| 8.                  | «Slaughtered»               | 5:39         |
| 9.                  | «Orgy in Blood»             | 3:20         |
| 10.                 | «The North Wind»            | 3:45         |
| 11.                 | «T.E.M.P.T.»                | 3:19         |
| 12.                 | «The Fourth Dimension»      | 5:51         |
| 13.                 | «The Arrival of the Demons» | 1:50         |
| Общая длительность: | Общая длительность:         | 52:42        |

## Участники записи
- Петер Тэгтгрен − вокал, гитара, клавишные, продюсирование, микширование
- Микаэль Хэдлунд − бас
- Ларс Соке − ударные